# Ясухигаси (станция)
Станция Ясухигаси (яп. 安東駅 Ясухигаси эки) — железнодорожная станция на линии Астрам-лайн расположенная в районе Асаминами, Хиросима. Островная, эстакадная крытая станция. Станция была открыта 20 августа 1994 года. На станции установлены платформенные раздвижные двери.

## История
Открыта 20 августа 1994 года.

## Близлежащие станции
| «          |  | Линия             |  | »       |
| ---------- |  | ----------------- |  | ------- |
| Бисамондай |  | Линия Астрам-лайн |  | Камиясу |